# Mads Junker
Mads Junker (Copenaghen, 21 aprile 1981) è un ex calciatore danese, di ruolo attaccante.

## Carriera
Partecipa nel 2014 alla prima edizione della Indian Super League nelle file del Delhi Dynamos mettendo a segno tre reti in quattordici partite.
Al termine della stagione si ritira dal calcio giocato.

### Dopo il ritiro
Lasciata l'attività calcistica diventa commentatore sportivo per 6'eren.

## Palmarès

### Club

#### Competizioni nazionali
- Coppa di Danimarca: 1

Brondby: 2002-2003
- Supercoppa di Danimarca: 1

Brondby: 2002